# Ruelle du Pâtre
La ruelle du Pâtre (en alsacien : Hirtegässel) est une voie de Strasbourg, rattachée administrativement au quartier Gare - Kléber. 

## Situation et accès
Située dans le quartier historique Finkwiller, à proximité des Ponts couverts, elle va de la rue Finkwiller à la rue Saint-Marc. Orientée nord-sud, elle a un tracé relativement parallèle à celui d'une autre petite rue, la ruelle de la Cuiller-à-Pot, avec laquelle elle a parfois été confondue.

## Origine du nom
En 1587 la voie est désignée comme une rue traversière (Zwerchgesselin) ou une venelle (Beseitsgesselin), située près du Lumbartshof, la résidence des Lumbart. La première référence à des pâtres (Hirtengässel) apparaît en 1681, puis en 1735. Elle est suivie par Schaafgässel (« la ruelle des moutons ») en 1769, puis de « rue des Bergers » en 1786. 
Jusqu'au XVIIIe siècle la voie donne accès à un hangar du couvent du Bon Pasteur (Kloster zum Guten Hirten) qui se trouvait sur l'emplacement de l'actuel établissement scolaire.
À partir de 1786 et jusqu'en 1819, on trouve sur les plans la dénomination « rue de la Cuiller-à-Pot », ce qui, selon Adolphe Seyboth, constitue une erreur, due à la confusion avec une petite rue voisine, la ruelle de la Cuiller-à-Pot.

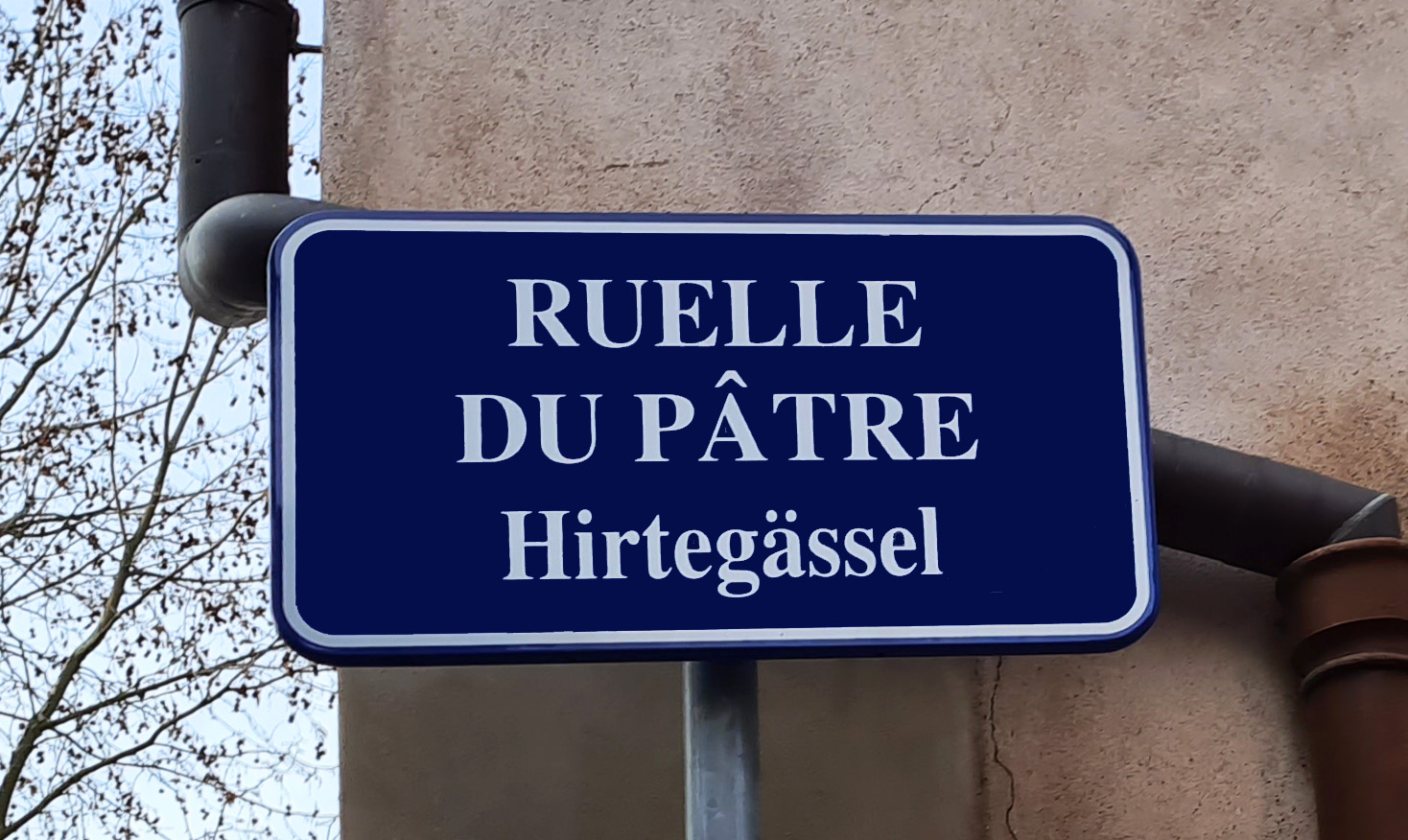
Plaque bilingue, en français et en alsacien.

La voie devient la « rue du Pâtre » en 1849. Lors de l'occupation allemande, en 1872 et 1940, elle est renommée Hirtengässchen. « Ruelle du Pâtre » est utilisé en 1856, en 1918 et depuis 1945,.
À partir de 1995, des plaques de rues bilingues, à la fois en français et en alsacien, sont mises en place par la municipalité lorsque les noms de rue traditionnels étaient encore en usage dans le parler strasbourgeois. Le nom de la voie est alors sous-titré Hirtegässel.

## Architecture

Angle du n° 18 de la rue Finkwiller.
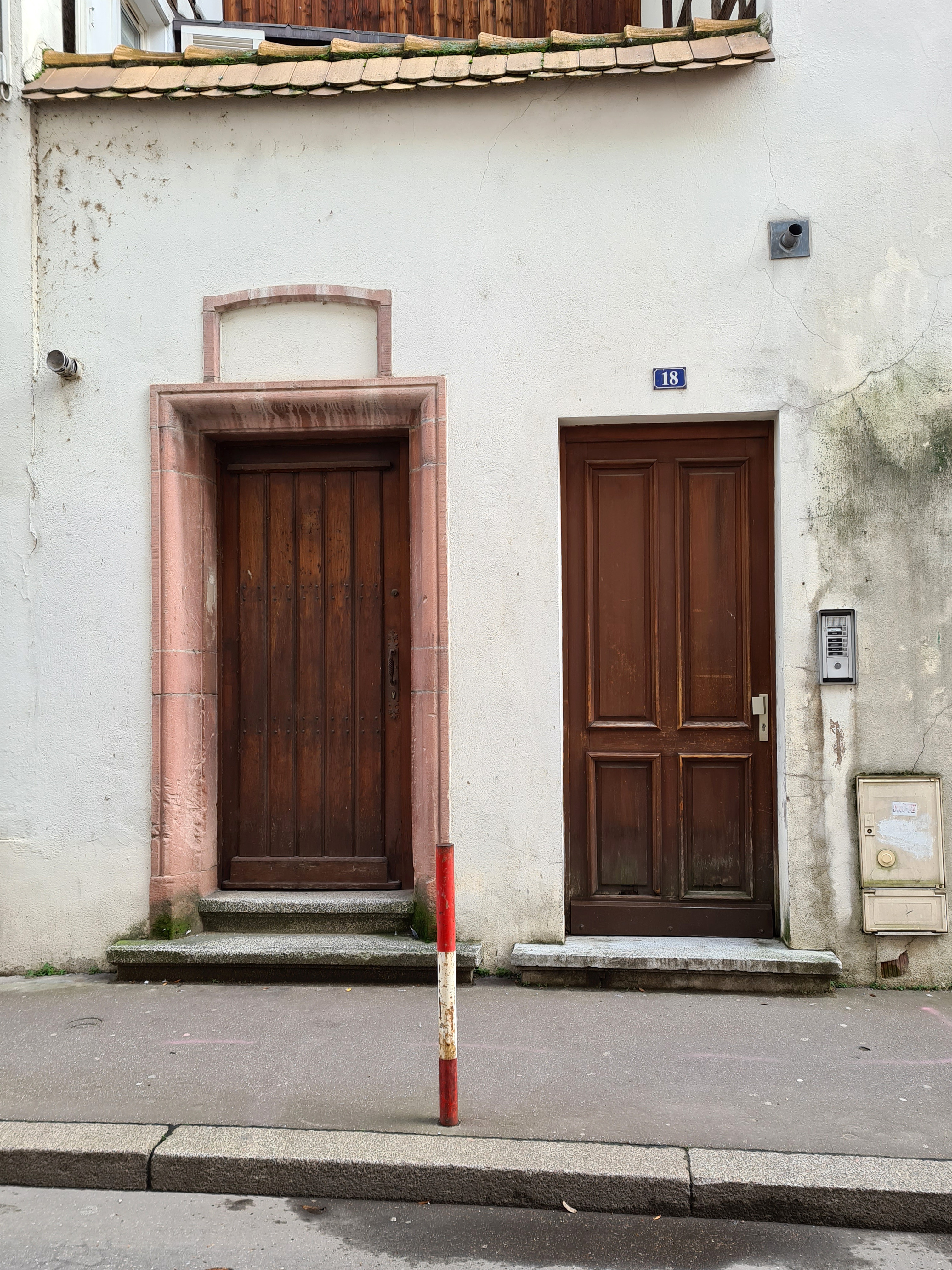
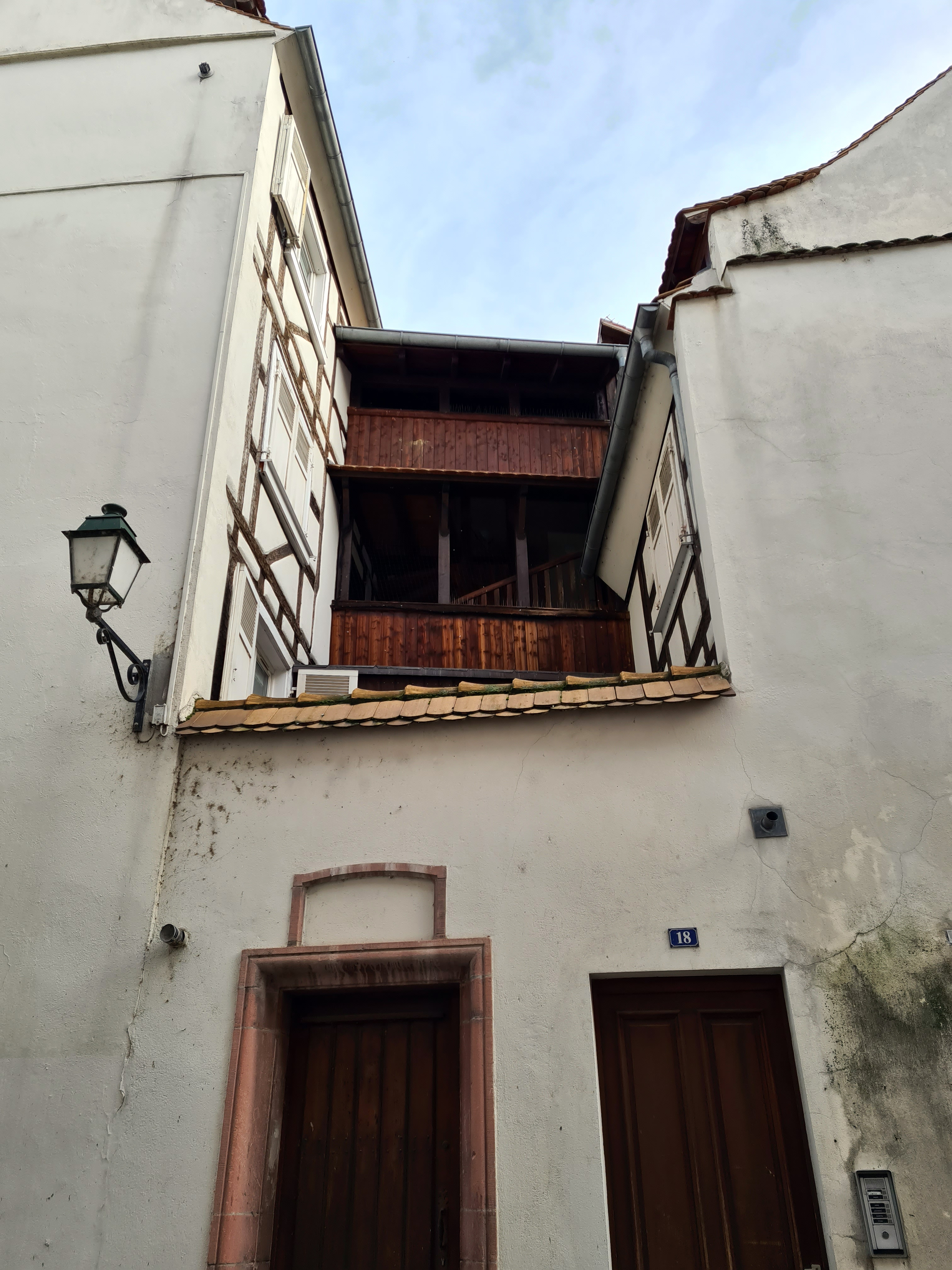

Angle du n° 9 de la rue Saint-Marc.
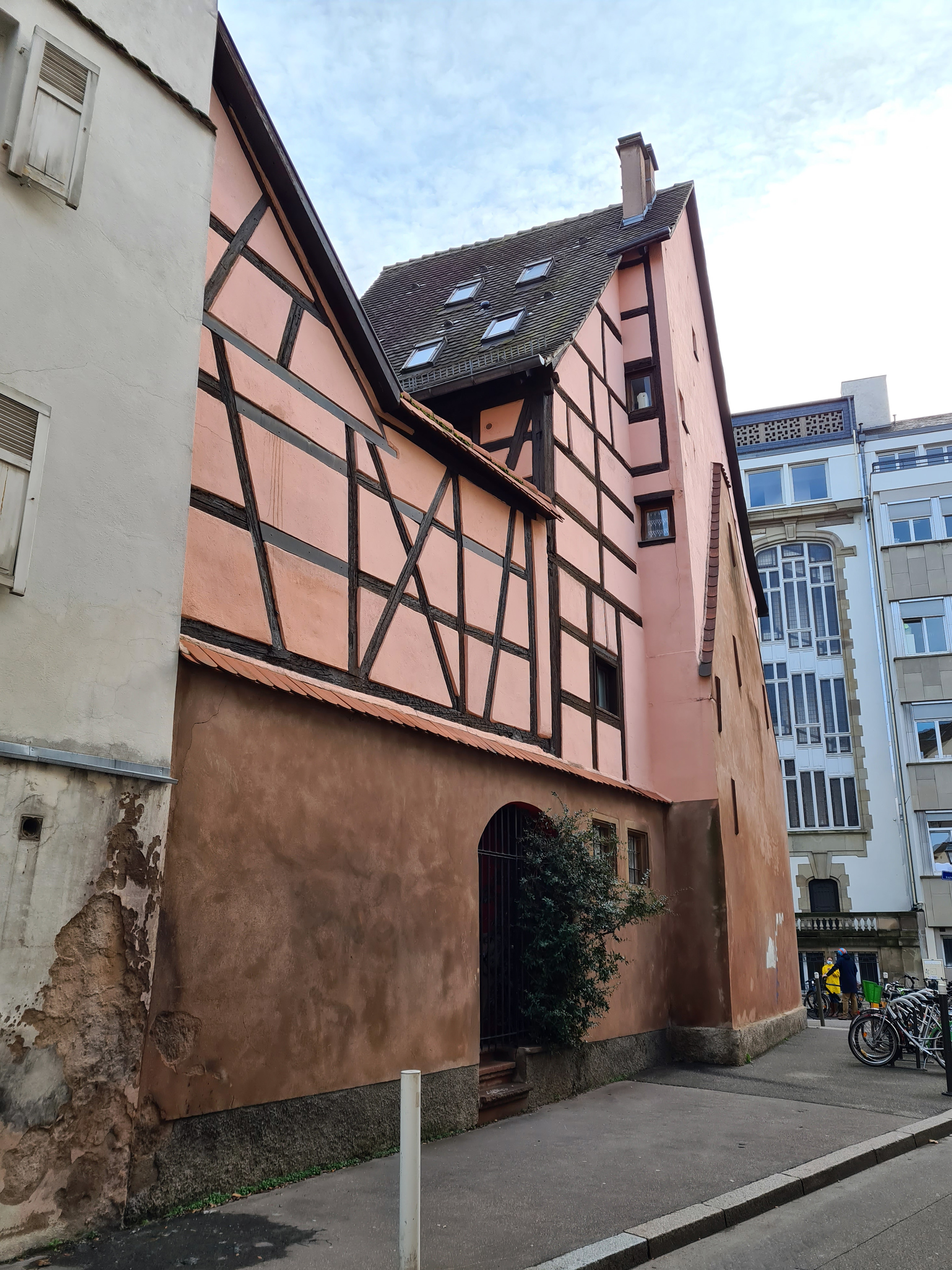
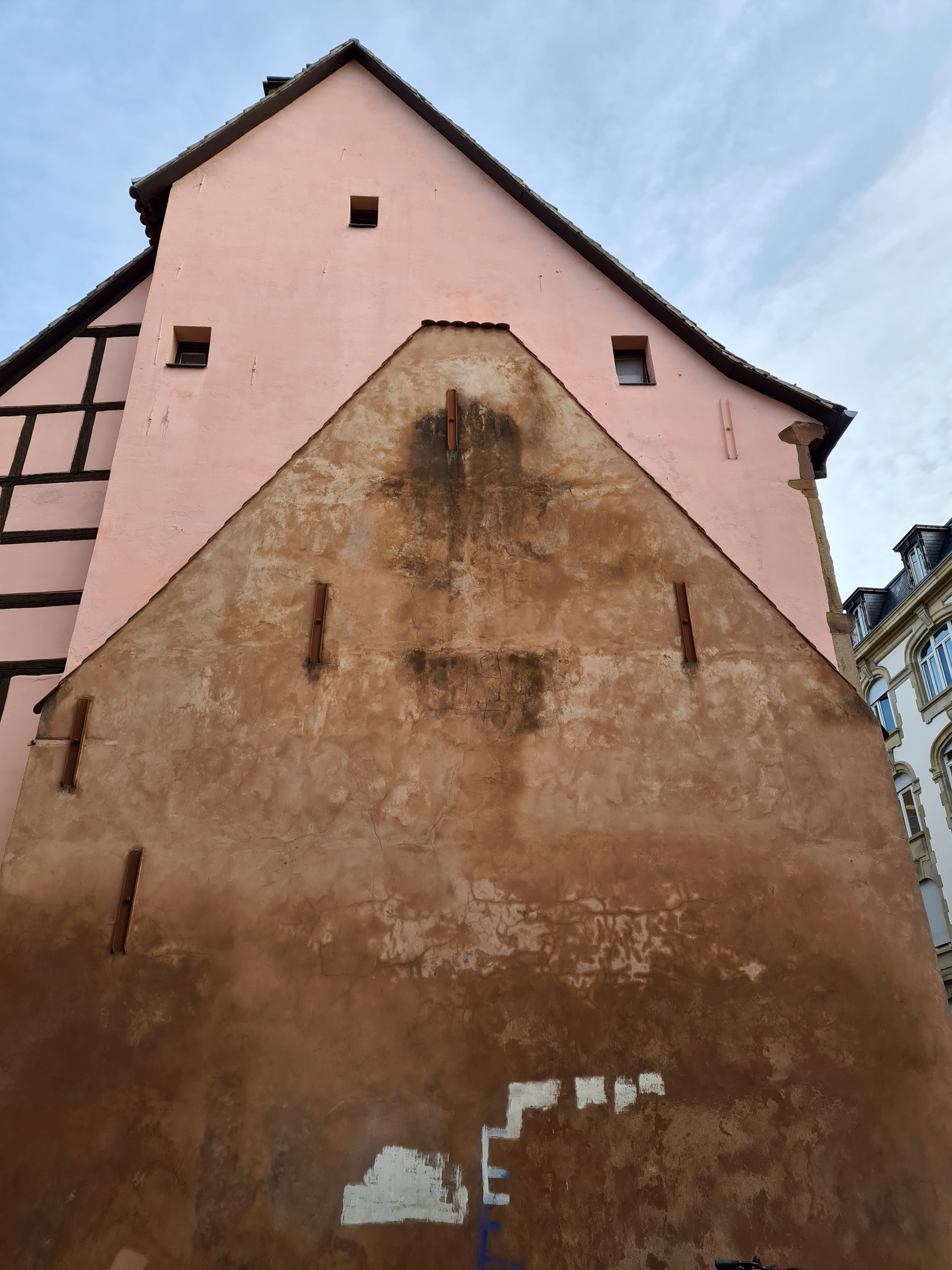
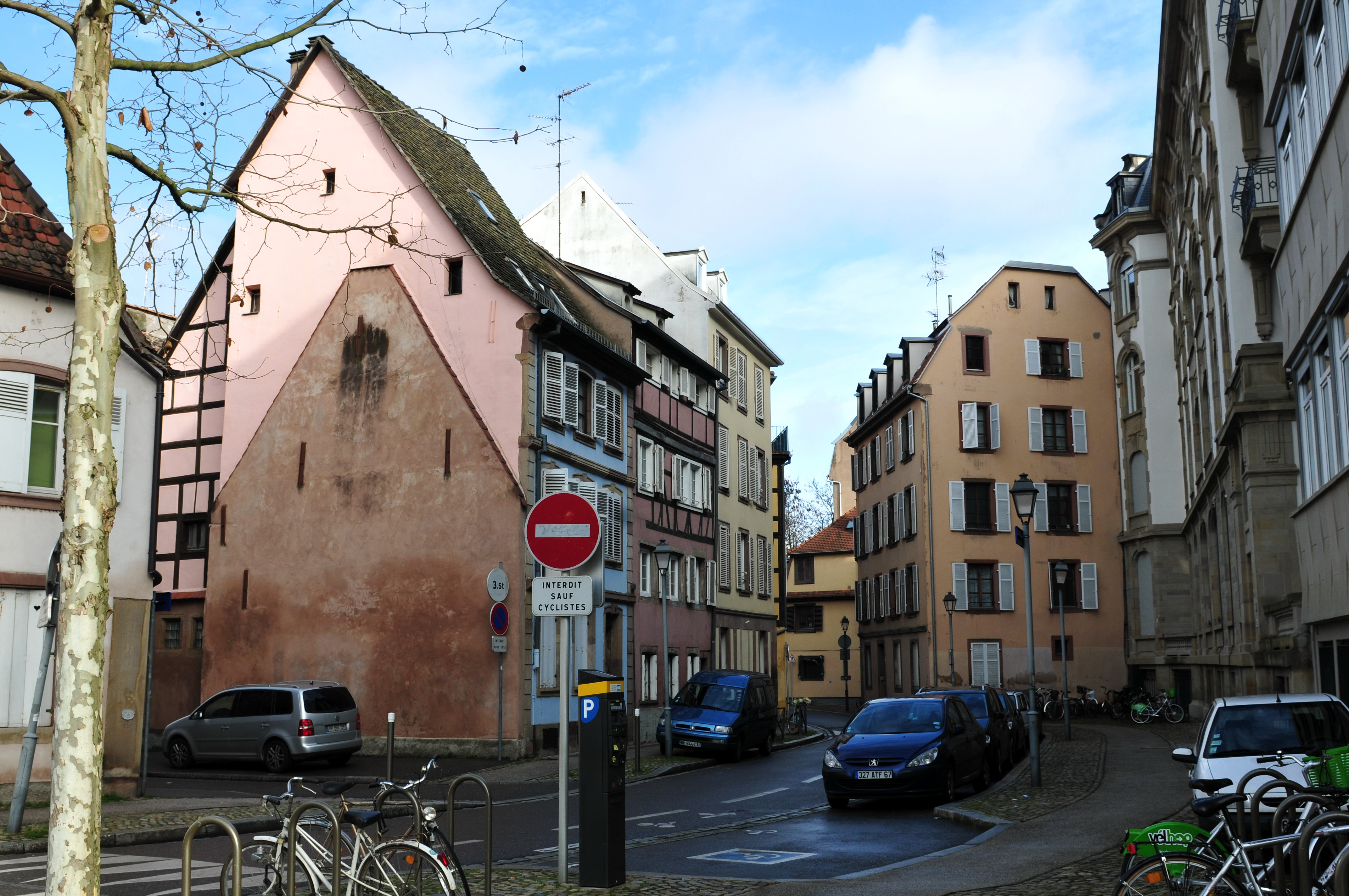